# Norrköping Roller Derby
Norrköping Roller Derby, också kallade NRD, är en roller derby-liga baserad i Norrköping. Föreningen grundades 2012.
Föreningens A-lag - Sluts United spelar sedan 2016 i Elitserien. Laget kom på tredje plats (brons-medalj) i Rollerderby-SM 2017 i Borås.
Föreningens B-lag - Blockwork Orange deltar, från och med hösten 2017, i den nystartade division 2.

## Historia
Norrköping Roller Derby startade när en grupp tjejer träffades för att starta en syjunta, men istället började spela roller derby. Det första året ägnades åt att bygga upp ligan och 2014 spelade de sin första match mot The Royal Armys lag Brass Knuckle Harlots. Norrköping Roller Derby stod värd för SM 2016, men deltog inte själva i slutspelet då de spelade i Division 1 under säsongen 2015/2016. Sluts United vann däremot kvalmatchen mot Stockholm BSTRDs med 293-115 och gick därmed upp i Elitserien inför säsongen 2015/2016.